# Danh sách công nghệ giả định
Công nghệ giả định là những công nghệ cho tới nay vẫn chưa có thật, nhưng lại có thể phổ biến trong tương lai. Những công nghệ này được phân biệt với các công nghệ mới nổi ở chỗ: các công nghệ mới nổi đã được phát triển, và ít nhiều, thành công rực rỡ—cho đến năm 2018, điển hình là các công nghệ in kim loại 3-D và phôi nhân tạo. Ngay trước khi được phổ biến rộng rãi, nhiều công nghệ giả định đã trở thành các chủ đề được khai thác triệt để trong lãnh vực khoa học viễn tưởng.
Các tiêu chí cho các công nghệ trong danh sách này là:
- Cho đến nay chúng vẫn phải chưa có thật, chưa tồn tại
- Nếu công nghệ nào chỉ được đề cập trong một bài chưa có sẵn (tức là bài có tựa "liên kết đỏ"), thì nó phải được kèm theo một tham khảo.

## Sinh học
- Tinh trùng cái
- Trứng đực
- Vắc-xin HIV

## Kỹ thuật và sản xuất chế tạo
- Chất nhờn xám
- Kiến trúc nhân tạo
- Tiền lượng tử

## Tâm trí và tâm lý học
- Bộ não trong thùng
- Điểm kỳ dị công nghệ
- Não Matrioshka
- Siêu trí thông minh
- Tẩy não

## Vật lý và không gian
- Công nghệ pico
- Dịch chuyển tức thời
- Du hành thời gian
- Động cơ sao
- Động cơ vĩnh cửu
- Neutroni
- Phản trọng trường
- Quá trình Penrose
- Quả cầu Dyson
- Statite
- Thang máy vũ trụ
- Vibranium
- Vũ khí kiến tạo gây động đất
- Vũ khí phản vật chất
- Xenoarchaeology